# Olwiyo
Koordinaten: 2° 32′ N, 31° 53′ O
Olwiyo ist ein Dorf im Nordwesten Ugandas. Es liegt etwa auf halber Strecke der Überlandstraße von Pakwach nach Gulu und ist Ausgangspunkt der Abzweigung durch den Murchison Falls National Park nach Karuma.